# Melissa Ortiz-Gomez
Pour les articles homonymes, voir Gomez.
 (mai 2018).
Si vous disposez d'ouvrages ou d'articles de référence ou si vous connaissez des sites web de qualité traitant du thème abordé ici, merci de compléter l'article en donnant les références utiles à sa vérifiabilité et en les liant à la section « Notes et références ».
Melissa Ortiz-Gomez, née le 5 septembre 1982 à Hambourg, est une danseuse et chorégraphe allemande, d'origine espagnole.

## Biographie
Melissa Ortiz-Gomez est une fille de parents espagnols et a grandi à Hambourg durant sa jeunesse. Elle a reçu des leçons de ballet comme un enfant et a commencé avec la danse flamenco. À l'âge de douze ans, elle a commencé à danser dans les classes standard et latine. Après l'obtention de son diplôme en 2001, elle s'installe à Madrid et travaille pendant quatre ans en tant que danseuse et directrice de danse pour le chanteur pop espagnol et ancien participant au CES David Civera. Dans la zone du tournoi, elle a été plusieurs fois championne avec le chanteur islandais Gunnar Gunnarsson.

### Carrière télévisuelle
Depuis 2008, Melissa Ortiz Gomez à d'abord dansé à partir de mi-2009 à début Octobre 2011 avec Jürgen Schlegel, avec qui elle a pris la cinquième place du classement des professionnels de la danse latine 2011e Melissa Ortiz-Gomez était la nouvelle partenaire de danse de Christian Polanc sur la chaîne privée RTL.
Melissa Ortiz-Gomez a participé à la troisième saison de l'émission de danse RTL Let's Dance en 2010, où elle a dansé avec Raúl Richter et a terminé quatrième. Dans la quatrième saison de la Tanzshow, qui a été diffusée au printemps 2011, elle a atteint la deuxième place avec son partenaire de danse Moritz A. Sachs. Son partenaire dans la cinquième saison de Let's Dance était l'acteur Patrick Bach, avec qui elle a pris sa retraite dans le troisième épisode. L'année suivante, Ortiz-Gomez a dansé avec Manuel Cortez et a gagné avec lui en finale contre Sıla Şahin et Christian Polanc.
Le 8 décembre 2013, elle était candidate à Celebrity Shopping Queen, où elle a terminé troisième. Dans la diffusion du 1er janvier 2014 71st Dream Ship Series (Perth), elle est apparue avec Polanc en tant qu'actrice invitée.

### Vie privée
Elle a été mariée jusqu'en 2013 avec le danseur et chorégraphe allemand Christian Polanc,. 

## Partenaire de danse célèbres
De 2009 à 2013, elle intègre l'équipe de danseurs professionnels de l'émission Let's Dance sur RTL. Elle a pour partenaire :
| Saison | Partenaire           | Place |
| ------ | -------------------- | ----- |
| 3      | Raùl Richter         | 4.    |
| 4      | Moritz A. Sachs (de) | 2.    |
| 5      | Patrick Bach         | 10.   |
| 6      | Manuel Cortez        | 1.    |